# 181e division d'infanterie d'Afrique
Pour les articles homonymes, voir 181e division.
La 181e division d'infanterie d'Afrique (181e DIA) est une grande unité de l'Armée de terre française formée en Algérie pendant la période coloniale française au début de la Seconde Guerre mondiale.

## Historique
La division est créée en septembre 1939 dans le département d'Alger. Il s'agit d'une division dite de protection, inadaptée pour des opérations offensives. Restée dans ce département, elle est dissoute en juillet 1940, sans avoir combattu.
La division est commandée du 2 septembre au 17 novembre 1939 par le général de division Gendre puis par le général de brigade Despas jusqu'au 27 juillet 1940.

## Composition
- Infanterie :
  - 29e régiment de zouaves, mobilisé fin août 1939 à Alger[6]
  - 11e régiment de tirailleurs sénégalais[7],[8]
  - 13e régiment de tirailleurs sénégalais[7],[8]
- Artillerie : 385e régiment d'artillerie d'Afrique puis groupe autonome d'artillerie 181,
- Cavalerie :
  - 181e groupe de reconnaissance de division d'infanterie, formé le 1er mars 1940 sur le type outremer réduit, il s'agit de l'ancien groupe autonome motorisé du 5e régiment de chasseurs d'Afrique[9], comptant quelques automitrailleuses White TBC[3].
  - un escadron (à cheval) du 1er régiment de spahis algériens[10]

### Détails sur le385erégimentd'artillerie d'Afrique
Le 385e régiment d'artillerie d'Afrique (385e RAA) est formé début septembre 1939 à Maison-Carrée à partir du IIIe groupe du 65e régiment d'artillerie d'Afrique. Il compte deux groupes, le Ier dotés de canons de 90 portés, le IIe de canons de 65 de montagne sur bâts.
En novembre 1939, le Ier groupe devient le IIe groupe du 380e régiment d'artillerie portée et le IIe groupe forme en décembre le groupe autonome d'artillerie 181,,.
Le régiment a eu un insigne : dans un fer de mulet portant en chef l'inscription 385 RAA, un canon de 65 dans un paysage de montagne, surmonté d'une tête de mulet.

## Sources et bibliographie
1. ↑  Éric de Fleurian, « Deuxième guerre mondiale, campagne de France 1939-1940 : participation des régiments de tirailleurs », sur les-tirailleurs.fr, 8 mars 2016 (consulté le 13 décembre 2023)
2. ↑  Louis-Christian Michelet, « Pouvait-on Réellement, En Juin 1940, Continuer La Guerre En Afrique Du Nord? », Guerres mondiales et conflits contemporains, no 174,‎ 1994, p. 143–160 (ISSN 0984-2292, lire en ligne, consulté le 13 décembre 2023)
3. 1 2  Jacques Belle, La défaite française, un désastre évitable: Le 16 juin 1940, non à l'armistice!, Economica, 2007 (ISBN 978-2-7178-5693-4, lire en ligne), p. 16, 29 & 301
4. ↑  (en) « Biography of Major-General François-Georges Gendre (1875 – 1939), France », sur generals.dk (consulté le 14 décembre 2023)
5. ↑  (en) « Biography of Brigadier-General Florentin-Paul Despas (1881 – 1959), France », sur generals.dk (consulté le 14 décembre 2023)
6. ↑  Éric de Fleurian, « 29e régiment de zouaves », sur les-tirailleurs.fr (consulté le 14 décembre 2023)
7. 1 2  « Les troupes d'Afrique dans la guerre 39-40 », Historama, no HS 10 « Les Africains 1810-1960 »,‎ 1970
8. 1 2 3  (en) Ian Summer et François Vauvillier, The French Army, 1939-45 (1), Osprey Military, coll. « Men-at-arms » (no 315), 1998 (ISBN 1-85532-666-3, 978-1-85532-666-8 et 1-85532-707-4, OCLC 49674512), p. 9
9. ↑  « Historique du 181e GRDI », sur grca.free.fr (consulté le 13 décembre 2023)
10. 1 2  André Truchet, L'armistice de 1940 et l'Afrique du Nord, Paris, Presses universitaires de France, 1955, 424 p. (lire en ligne), p. 370
11. 1 2  Jacques Sicard, « L'artillerie d'Afrique et ses insignes, 2e partie », Militaria Magazine, no 168,‎ juillet 1995, p. 16-21
12. ↑  Jacques Sicard, « L'artillerie d'Afrique et ses insignes, 1re partie », Militaria Magazine, no 166,‎ mai 1995, p. 50-57